# 大里村 (福島県)
大里村（おおさとむら）は福島県岩瀬郡にかつて存在した村である。

## 地理
- 現在の天栄村の南東部に位置する。
- 村域は山がちな地形になっている。

## 歴史

### 村域の変遷
- 1889年（明治22年）4月1日 - 町村制施行により、下小屋村・隈戸村・大里村が合併し岩瀬郡大屋村が発足。
- 1949年（昭和24年）4月1日 - 大屋村の一部（大里）が分立し大里村が発足。
- 1955年（昭和30年）3月31日 - 大里村は牧本村・湯本村と広戸村の一部（飯豊・白子・小川と柿之内・高林の各一部）とともに合併して天栄村が発足。大里村は消滅。

変遷表
| 1868年 以前 | 1868年 以前  | 明治9年 | 明治22年 4月1日 | 昭和24年 4月1日 | 昭和30年 3月31日 | 現在   |
| ----------- | ------------ | ------- | --------------- | --------------- | ---------------- | ------ |
|             | 下大里村     | 大里村  | 大屋村 の一部   | 大里村 分立     | 天栄村           | 天栄村 |
|             | 上大里村     | 大里村  | 大屋村 の一部   | 大里村 分立     | 天栄村           | 天栄村 |
|             | 安養寺新田村 | 大里村  | 大屋村 の一部   | 大里村 分立     | 天栄村           | 天栄村 |